# Hannah Taylor-Gordon
Hannah Taylor-Gordon (n. 6 martie 1987, Londra, Anglia, Regatul Unit) este o actriță engleză. A debutat în film în Casa spiritelor (1993). Ea este cunoscută mai ales pentru interpretarea rolului Annei Frank în miniseria TV Anne Frank: The Whole Story, pentru care a primit un premiu Emmy și o nominalizare la Globul de Aur.
Ea a jucat-o recent pe Lady Macbeth în versiunea cinematografică cu buget redus și premiată a piesei shakespeariene Macbeth.

## Cariera
Taylor-Gordon a apărut în filme încă de la vârsta de patru ani în serialul britanic de televiziune Casualty. Primul ei rol a fost în filmul Casa spiritelor (1993), unde a interpretat-o pe tânăra Blanca Trueba. Rolurile principale din Casa spiritelor au fost interpretate de Meryl Streep, Jeremy Irons și Antonio Banderas. A avut roluri mai puțin importante în filmele Patru nunti si o înmormântare și în Mary Shelley's Frankenstein.
Ea este probabil cel mai bine cunoscută pentru rolul Anne Frank în filmul de televiziune Anne Frank: The Whole Story, difuzat de ABC în 2001, care i-a adus nominalizări la premiile Globul de Aur și Emmy. În acest film a jucat alături de Ben Kingsley, Brenda Blethyn și Lili Taylor.
Taylor-Gordon a interpretat rolul Lina în filmul Jakob the Liar (1999), jucând alături de Robin Williams. Personajul său era o victimă a Holocaustului, la fel ca Anne Frank. În filmul Secret Passage (2004), Taylor-Gordon a avut un rol secundar, jucând alături de John Turturro.
În 2005, Taylor-Gordon a jucat în filmul The Fine Art of Love. Ea a interpretat în acest film rolul Irene, jucând alături de Natalia Tena, Mary Nighy și Jacqueline Bisset.
În 2012, Taylor-Gordon a interpretat-o pe Lady Macbeth în filmul The Tragedy of Macbeth, care a câștigat ulterior premii pentru cel mai bun film, cel mai bun actor și cel mai bun regizor la Festivalul de Film Indie.
Ea a interpretat-o, de asemenea, pe Stella în producția  BBC Radio 4 The Cazalets: Marking Time' until August 2013.

## Viața personală
Hannah Gordon Taylor s-a născut în Londra. Ea este fiica lui Andrew, un antreprenor, și a lui Claire Gordon, o femeie casnică. Este cel mai mare dintre cei opt copii ai familiei (are cinci frați și două surori). A studiat istoria artei și limba italiană la University College din Londra și a urmat cursuri de actorie la Institutul de Teatru și Film Lee Strasberg din New York în 2008. A absolvit în anul 2012 cursurile Academiei de Muzică și Artă Dramatică din Londra și acum locuiește în Los Angeles și la Londra. Este o cititoare avid și-i place să joace tenis și să călărească.

## Filmografie

### Ca actriță
| Titlu                            | An   | Rol                                        | Notes                     |
| -------------------------------- | ---- | ------------------------------------------ | ------------------------- |
| The House of the Spirits         | 1993 | Tânăra Blanca Trueba                       |                           |
| Don't Get Me Started             | 1994 | Cricket                                    | necreditată               |
| Four Weddings and a Funeral      | 1994 | Tânăra domnișoară de onoare - Nunta a doua |                           |
| Mary Shelley's Frankenstein      | 1994 | Tânăra Elizabeth                           |                           |
| Saint-Ex                         | 1996 | Tânăra Gabrielle                           |                           |
| Passion's Way                    | 1999 | Effie Leath                                | Titlu alternativ The Reef |
| Mansfield Park                   | 1999 | Tânăra Fanny                               |                           |
| Jakob the Liar                   | 1999 | Lina Kronstein                             |                           |
| Anne Frank: The Whole Story      | 2001 | Anne Frank                                 | rol principal             |
| Secret Passage                   | 2004 | Victoria                                   |                           |
| Vipere Au Poing                  | 2004 | Fine                                       |                           |
| The Fine Art of Love: Mine Ha-Ha | 2005 | Irene                                      |                           |
| The Tragedy of Macbeth           | 2012 | Lady Macbeth                               |                           |
| Jack Ryan: Shadow Recruit        | 2014 | Sarah                                      |                           |

### Ca director de casting
Tiny Ruins: Carriages (scurtmetraj) (post-producție)

## Televiziune
| Titlu                                                | An   | Rol                         | Note |
| ---------------------------------------------------- | ---- | --------------------------- | --- |
| Casualty                                             | 1991 | necunoscut                  | serial TV |
| Against All Odds: Lost and Found                     | 1994 | Pam, în perioada copilăriei | serial TV |
| Buffalo Girls                                        | 1995 | Janey                       | |
| Anne Frank: The Whole Story                          | 2001 | Anne Frank                  | Nominalizată la Premiul AFI pentru actrița anului într-un film sau miniserie Nominalizată la Globul de Aur pentru cea mai bună actriță într-o miniserie Nominalizată la Premiul Primetime Emmy pentru cea mai bună actriță în rol principal într-un film sau miniserie Nominalizată la Premiul Satellite pentru cea mai bună actriță într-o miniserie sau film de televiziune |
| The Ten Commandments                                 | 2006 | Rachel                      | |
| Frankenstein and the Vampyre:a Dark and Stormy Night | 2014 | Mary Shelley                | |